# Shermine Shahrivar
Shermine Shahrivar (persan : شرمینه شهریور) est un mannequin et reine de beauté allemande d'origine iranienne, née le 20 novembre 1982 à Téhéran. Elle est Miss Allemagne 2004 et Miss Europe 2005.

## Biographie

### Enfance et études
Shermine Shahrivar naît en Iran mais quitte le pays pour l'Allemagne, avec sa famille ; elle a alors un an. Lorsque ses parents divorcent, elle vit avec sa mère et ses trois frères. Son père, pilote, retourne alors en Iran.
Shermine Shahrivar obtient un diplôme universitaire en sciences sociales. Elle se perfectionne également dans les langues : elle parle ainsi couramment persan, allemand, anglais et français. Elle développe aussi ses principaux passe-temps : l'équitation et la natation.

### Mannequin et ses retombées
Mannequin de 1,76 mètre, elle devient Miss Allemagne en 2004 l'année précédant son titre de Miss Europe. L'élection, qui se déroule à Paris; lui permet en outre de gagner 50 000 euros, un voyage en Tunisie, un voyage au ski dans les Alpes et un collier d'une valeur de 15 000 euros. Elle décide ensuite de se consacrer au mannequinat et s'adonne aux séances photos.
Shermine Shahrivar est l'hôte d'honneur, le 19 mars 2005, des cérémonies de Norouz (nouvel-an iranien) d'Oberhausen, en Allemagne, qui passent pour être des plus importantes au monde.

## Vie privée
Shermine Shahrivar possède une villa à Noshahr, en Iran, où elle se rend deux fois par an. De 2009 à 2010, elle a été en couple avec l'acteur allemand Thomas Kretschmann, de 20 ans son aîné. Elle a été en couple avec l'homme d'affaires italien et arrière-arrière-petit-fils du fondateur de Fiat (Giovanni Agnelli), Lapo Elkann. De 2012 à 2013, elle a été en couple avec le designer allemand Markus Klosseck et vécu avec lui à Berlin, de cette union naît leur fille unique prénommée Aurélia Dahlia, née le 8 août 2013.
Le 1er janvier 2018, elle est aperçue à Gstaad en Suisse en compagnie du musicien allemand Tom Kaulitz, guitariste et pianiste du groupe pop rock Tokio Hotel, de 7 ans son cadet. Leur relation ne sera que de courte durée.